# Giennadij Riger
Giennadij Riger (hebr.: גנדי ריגר, ros.: Геннадий Ригер, ang.: Gennady Riger, ur. 24 maja 1948 w ZSRR, zm. 12 października 2015) – izraelski polityk, w latach 1999–2003 poseł do Knesetu z listy Jisra’el ba-Alijja.

## Życiorys
Urodził się 24 maja 1948 w ZSRR. W Związku Radzieckim ukończył studia inżynierskie, a następnie pracował w tym zawodzie. W 1990 wyemigrował do Izraela.
W wyborach parlamentarnych w 1999 po raz pierwszy i jedyny dostał się do izraelskiego parlamentu z listy Jisra’el ba-Alijja. Zasiadał w sześciu komisjach parlamentarnych oraz kilku komisjach specjalnych. W kolejnych wyborach nie uzyskał reelekcji, ponieważ jego partia zdobyła tylko dwa mandaty poselskie.
Zmarł 12 października 2015.